# The Ball Game
The Ball Game er en amerikansk stumfilm fra 1898.